# Mariage tardif
Pour plus de détails, voir Fiche technique et Distribution.
Mariage tardif (Hatuna Meuheret) est un film franco-israélien réalisé par Dover Kosashvili, sorti en 2001.

## Fiche technique
- Titre original : Hatuna Meuheret
- Titre français : Mariage tardif
- Réalisation : Dover Kosashvili
- Scénario : Dover Kosashvili
- Pays de production :  Israël,  France
- Genre : comédie dramatique
- Présentation à Cannes : 17 mai 2001
- Date de sortie  France : 24 octobre 2001

## Distribution
- Lior Ashkenazi : Zaza
- Ronit Elkabetz : Judith
- Moni Moshonov : Yasha
- Lili Koshashvili (VF : Frédérique Cantrel) : Lili
- Aya Steinovitz : Ilana
- Rozina Cambos : Magouly
- Simon Chen : Simon
- Sapir Kugman : Madona
- Dina Doron : Luba

## Distinctions

### Récompenses
- Prix de l'Académie du Cinéma Israélien 2001 : meilleurs film, réalisateur, scénario, son, montage, musique, actrice, acteur, actrice et acteur dans un second rôle
- Festival international du film de Thessalonique 2001 : Alexandre d'argent, Prix du scénario pour Dover Kosashvili, Prix d'interprétation féminine pour Ronit Elkabetz
- Festival international du film de Jérusalem 2001 : Prix du meilleur film israélien
- Festival international du film de Buenos Aires 2002 : Prix Fipresci de la critique internationale, prix d'interprétation féminine pour Ronit Elkabetz

### Sélection
- Festival de Cannes 2001 : section Un certain regard